# ريجيس جوفري
ريجيس جوفري (بالفرنسية: Régis Jauffret) ولد في 5 يونيو بمارسيليا، وهو كاتب فرنسي. حصل على جائزة فيمينا الأدبية عام 2005.